# Cyclasterope fascigera
Cyclasterope fascigera is een mosselkreeftjessoort uit de familie van de Cylindroleberididae. De wetenschappelijke naam van de soort is voor het eerst geldig gepubliceerd in 1902 door Brady.